# 三政紊亂
三政紊亂，朝鲜王朝后期混乱政局的一种反映。三政指田政、军政和还谷制度。（还谷制类似王安石变法中的青苗法，但是官僚强迫百姓借贷，使得这一本意在于缓解农民青黄不接的善政成为了变相的摊派高利贷）
19世纪初期，领议政、国王的岳父金祖淳一手掌握了国家权力，大量任用亲信，开始了安东金氏的势道政治。势道政治之下，国王大权旁落，官僚任人唯亲，朝鲜王朝很快地衰落下去。金祖淳死后，丰壤赵氏成为了外戚，开启了其势道政治。后来，金氏重新夺回了政坛的统治权。
到了1862年，三政紊亂的混乱局面达到了顶点，并直接激起了民变。主张以强硬手段镇压的安東金氏领袖金左根的勢力大幅下降，使得神貞王后帶領的豐壤趙氏得以逼退金左根，並於1863年朝鮮哲宗駕崩後，成功擁立興宣君李昰应的嫡二子李㷩繼任朝鮮高宗，同時成功扶植興宣大院君的勢力。从此，开始了十数年的大院君主政时期。